# Тутунару, Мария Карповна
Мария Карповна Тутунару (1938 — ?) — звеньевая колхоза «Молдова» Страшенского района Молдавской ССР, Герой Социалистического Труда (07.03.1960).
Окончила семилетнюю школу.
С 1955 года звеньевая виноградарского звена в селе Сирець Страшенского района Молдавской ССР в колхозе, который сначала назывался «Тынэра Гардэ» («Молодая гвардия»), а с 1959 года — «Молдова».
Её звено начинало работать на старом изреженном винограднике, где обычно получали не более 60 центнеров винограда с гектара. Планомерно проводили омоложение. Тутунару предложила выращивать виноград на опорах, как это делают в личных подсобных хозяйствах, для лучшей и более равномерной освещённости.
За высокие показатели в работе коллективу было присвоено звание «Звено коммунистического труда».
В 1957 году её звено получило по 120, в 1958 году по 130, в 1959 году по 150 центнеров винограда с гектара, что намного больше, чем в среднем по району и по республике.
Указом Президиума Верховного Совета СССР от 07.03.1960 присвоено звание Героя Социалистического Труда с вручением ордена Ленина и медали «Золотая Звезда».
Руководила звеном до 1965 года, когда была создана механизированная бригада по выращиванию винограда.
Делегат XIV съезда ВЛКСМ (1962).
Сочинения:
- Тутунару, Мария. Как мы помогаем земле и солнцу. [Виноградарство в колхозе «Тынэра Гардэ» Страшен. района. Кишинев], газ. «Тинеримя Молдовей», 1959. 7 с. 14 см. (Ун — т сел. молодежи). 1.000 экз .
- Край ты наш виноградный… [Текст] / [Лит. запись Л. Н. Ласкавой] ; М. Тутунару, Герой Соц. Труда, звеньевая колхоза «Молдова» Страшен. района. — [Москва] : Мол. гвардия, 1960. — 16 с. : ил.; 20 см.
- В дружбе с передовой агротехникой. Из опыта работы звена ком. труда по выращиванию винограда. Тутунару Мария Карповна. Кишинев. Картя молдовеняскэ.1961 г. 22 с . с илл .
- Тридцать дней в Америке. Рассказ звеньевой колхоза «Молдова» Каларашского упр., Героя Соц. Труда, депутата Верховного Совета МССР. Лит. запись Л. Бакала. Сов. Молдавия, 1964, 20 февр.